# John Eisenhower
John Sheldon Doud Eisenhower (ur. 3 sierpnia 1922 w Denver, zm. 21 grudnia 2013 w Trappe) – amerykański generał brygadier, autor książek z zakresu historii militarnej. W latach 1969–1971 był ambasadorem USA w Belgii. Syn prezydenta USA Dwighta Eisenhowera i jego żony Mamie.